# Linia kolejowa 85 Vámosgyörk – Gyöngyös
Linia kolejowa Vámosgyörk – Gyöngyös – linia kolejowa na Węgrzech. Jest to linia jednotorowa, w całości zelektryfikowana prądem przemiennym 25 kV 50 Hz. Łączy Vámosgyörk z Gyöngyös.

## Historia
Linia została otwarta 15 marca 1870 roku.